# Lima (weekdier)
Lima is een geslacht van tweekleppige weekdieren, dat fossiel bekend is vanaf het Laat-Carboon. Tegenwoordig bestaan er nog enkele soorten van dit geslacht.

## Beschrijving
De even scharnierende, slechts matig opgeblazen behuizingen zijn medium tot groot. Ze zijn ongeveer driehoekig van opzet en langwerpig (schuin) in de richting van de voorste ventrale marge, dat wil zeggen min of meer duidelijk ongelijk. Ze zijn aanzienlijk hoger dan lang. De twee 'oren' (verlengingen) aan beide zijden van de wervel zijn goed ontwikkeld. Het vooroor is iets kleiner dan het achteroor. De wervels staan ver uit elkaar, dus er is meestal een driehoekig dorsaal veld in beide kleppen. Het ligament bevindt zich in een ondiepe, driehoekige put. De behuizing kan aan de voorzijde, en z. Gap iets aan de achterkant. Er kan een byssus-spleet zijn nabij de voorste dorsale rand. De rand van het slot is kort en zonder tanden of met een paar zwakke, uniforme tanden (taxodont) in het achterste deel van de slotplaat.
Het oppervlak van de behuizing heeft min of meer sterke radiale ribben met schubben of korte spikes. De relatief dikke schaal bestaat uit een binnenste en middelste aragonietlaag en een buitenste kalklaag evenals de organische periostracum. Het oppervlak is meestal niet gekleurd. Er is slechts één sluitspier, waarvan het hechtingspunt aan de schaal nogal onduidelijk is. De meeste soorten hebben oranjerode tot rode vacht tentakels die niet volledig in de behuizing kunnen worden teruggetrokken. Sommige soorten hebben ook mantelogen.

## Geografische verspreiding en leefgebied
Het geslacht Lima is wereldwijd verspreid. De soort komt voor van ondiep water tot diepzee. Ze leven met byssusdraden die aan harde substraten zijn bevestigd of bouwen byssusnesten. Verschillende juveniele exemplaren leven in een byssusnest, volwassen exemplaren leven alleen in het byssusnest. De soorten van het geslacht Lima filteren hun voedsel (detritus, bacteriën, fytoplankton, nauplius-larven of rotiferen) uit de waterstroom zoals vele andere soorten mosselen.

## Soorten
- L. aequilatera † Buvignier 1852
- L. bassii † Tenison Woods 1877
- L. bulloides † Lamarck 1806
- L. cholla † Stoyanow 1949
- L. clathrata † Fang 1987
- L. colorata † Hutton 1873
- L. connectens † Gemmellaro 1896
- L. coodei † Damon 1860
- L. costulata † Roemer 1839
- L. densepunctata † Roemer 1836
- L. espinal † Stoyanow 1949
- L. exilis † Wood 1839

- L. geronimoensis † Stephenson 1941
- L. halensis † Dall 1916
- L. iraonensis † Newton 1895
- L. klipsteini † Cossmann & Lambert 1884
- L. lima Linaeus 1758
- L. linguliformis † Tate 1886
- L. moeschi † de Loriol 1881
- L. muralensis † Stoyanow 1949
- L. nana † Fang 1987
- L. obliqua † Lamarck 1806
- L. plicatula † Wood 1839
- L. polyactina † Tate 1886

- L. retifera † Shumard & Swallow 1858
- L. sayrei † Stephenson 1941
- L. schardti † de Loriol 1883
- L. spathulata † Lamarck 1806
- L. subauriculata Montagu 1808
- L. subdensepunctata † Futterer 1897
- L. subretifera † Gemmellaro 1896
- L. tenuilineata † Fang 1987
- L. vulgaris †
- L. williamsoni † Marwick 1953
- L. xiangnanensis † Fang 1987
- L. zealandica Sowerby 1876